# Творкова
Творкова (пол. Tworkowa) — село в Польщі, у гміні Чхув Бжеського повіту Малопольського воєводства.
Населення — 1073 особи (2011).
У 1975-1998 роках село належало до Тарновського воєводства.

## Демографія
Демографічна структура станом на 31 березня 2011 року:
|          | Загалом | Допрацездатний вік | Працездатний вік | Постпрацездатний вік |
| -------- | ------- | ------------------ | ---------------- | -------------------- |
| Чоловіки | 543     | 128                | 370              | 45                   |
| Жінки    | 530     | 126                | 304              | 100                  |
| Разом    | 1073    | 254                | 674              | 145                  |